# Weildorf (Salem)
Weildorf ist ein Ortsteil der Gemeinde Salem im Bodenseekreis in Baden-Württemberg.

## Geographie

### Gliederung
Zu Weildorf gehören das Dorf Weildorf, die Ansiedlung Im Kogenwinkel, das Gehöft Schapbuch sowie die Wüstung Rustingsberg.

### Fläche
Weildorf umfasst eine Fläche von 551 Hektar (Stand: 30. November 2011).

### Naturschutz
Im Westen des Ortes schließt sich das Naturschutzgebiet Schwarzer Graben an. Der Hangenbach, welcher weite Teile des Dorfes durchfließt, mündet dort in den Kleinen Riedgraben. Ab Stefansfeld fließt dieser als Stefansfelder Kanal durch Mimmenhausen und Buggensegel und mündet in der Nähe der Kläranlage Salem schließlich in die Salemer Aach.

## Geschichte
Weildorf ist eines der ältesten Dörfer im Linzgau und wurde 849 zum ersten Mal in einer Urkunde erwähnt, mit der ein Salomon seinen Besitz in „Wildorf“ dem Kloster St. Gallen übertrug. 1163 gelangte Weildorf in den Besitz der Grafen von Heiligenberg.
Die Urteile des Landgerichtes, das 1431 von „Scatenbuch“ (später Schattbuch, heute: Schapbuch) nach Beuren verlegt wurde, wurden bis 1776 an der damaligen Richtstätte („Galgen“) vollstreckt. Die „Galgenstraße“ und das Ortswappen erinnern daran.
Aus einer Urkunde aus dem Jahre 1208 kann man schließen, dass zu einer eigenständigen Pfarrei neben Weildorf auch die Ortschaften Altenbeuren, Beuren, Leustetten, Stefansfeld, Bächen mit einem Frauenkloster, die Höfe Lampbach, Finkenhausen, Steinberg und Schattbuch sowie Gehöfte und Anwesen gehörten, die erst 1839/40 den Pfarreien Beuren, Betenbrunn und Röhrenbach zugeteilt wurden. In den Jahren zwischen 1254 und 1291 gelangte Weildorf immer mehr in die Hand des Klosters Salem.
Bis 1803 (Säkularisation) ist die wirtschaftliche und politische Geschichte Weildorfs eng mit der des Klosters Salem verbunden. Während die Landwirtschaft auf den neun nach Tieren benannten Lehenhöfen durch die Salemer Erbhöfe erfolgreich betrieben wurde, verlor Weildorf in den Jahren 1573 bis 1648 durch Hunger, Pest und den Dreißigjährigen Krieg fast 75 Prozent seiner Einwohner.
1806 wurde die damals noch eigenständige Gemeinde Weildorf aufgrund der Bildung des Großherzogtums Baden in einen ‚standesherrlichen Amtsbezirk‘ mit Sitz in Salem eingegliedert. Dieser wurde allerdings 1857 aufgelöst, und der Bereich Überlingen übernahm die Ortschaft.
Weildorf wurde am 1. April 1972 nach Salem eingemeindet.
Seit 2008 wurde das Dorf weiträumig saniert. So wurde mit der Sanierung der historischen Kegelbahn und des Hangenbaches ein neuer Dorfplatz geschaffen. Zudem wurden auch Teile der Straßen erneuert und zwischen Beuren und Weildorf ein Rückhaltebecken für den Hochwasserschutz der Gemeinde Salem errichtet. Aufgrund dieser Arbeit ist Weildorf innerhalb der Gemeinde zu einem beliebten Übernachtungsziel in Form von Ferienwohnungen geworden.

### Einwohnerentwicklung
Weildorf hat derzeit 839 Einwohner (Stand 31. Dezember 2024).
| Jahr | Einwohnerzahlen |
| ---- | --------------- |
| 2007 | 800             |
| 2010 | 812             |
| 2011 | 810             |
| 2012 | 807             |
| 2014 | 791             |

## Politik
Die Ortsreferentin ist Martina Obser.

### Wappen
Blasonierung: Das Wappen der ehemals selbstständigen Gemeinde Weildorf zeigt in Blau ein aufrechtes goldenes Schwert, die Klinge überdeckt mit einer goldenen Waage.

## Kultur und Sehenswürdigkeiten

### Bauwerke

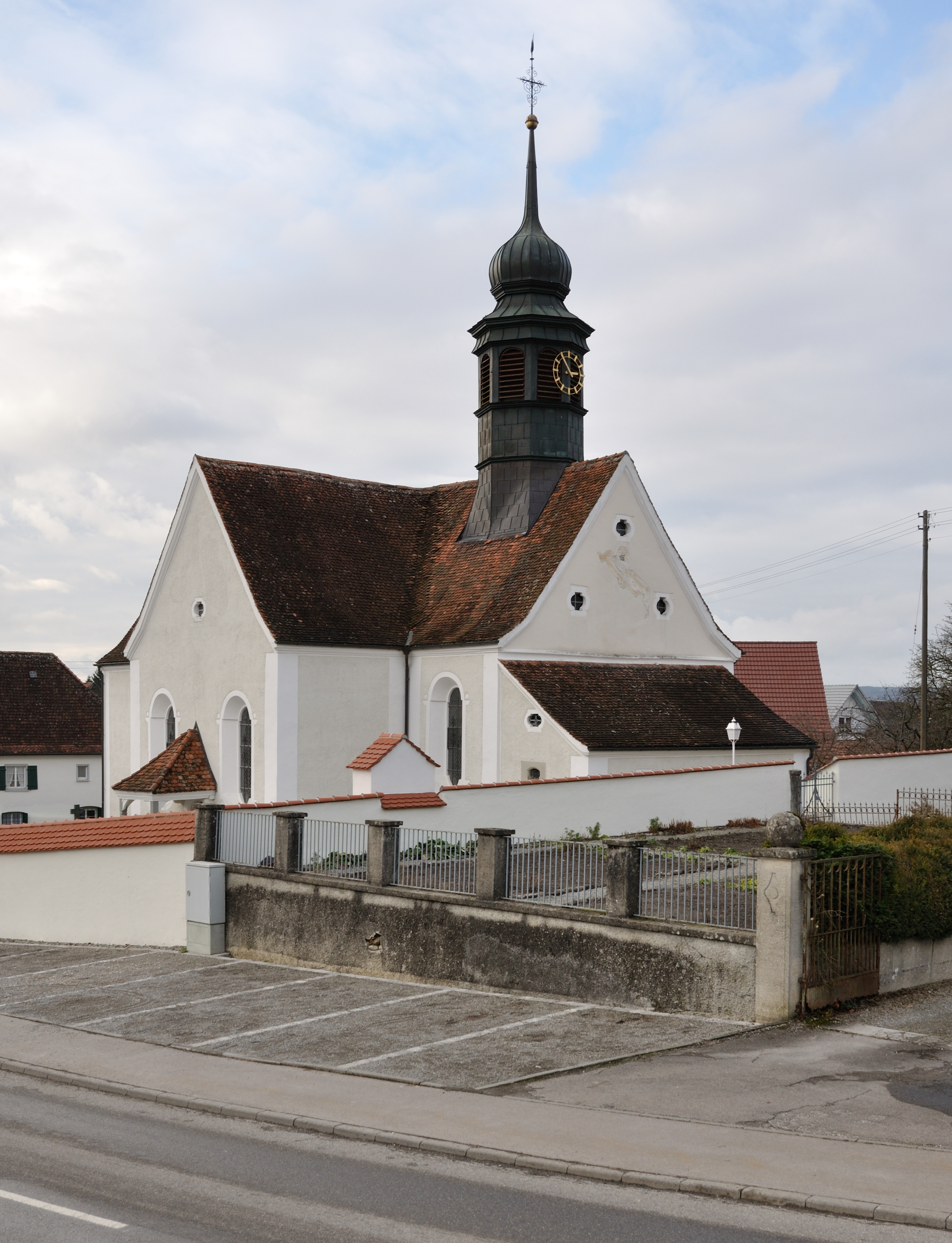
Pfarrkirche St. Peter und Paul

- In der Weildorfer Pfarrkirche St. Peter und Paul befinden sich ein geschnitzter Kreuzweg von Josef Anton Feuchtmayer und eine historische Orgel der Orgelbauer Hieber & Schuhmacher aus dem Jahr 1855.[4]
- Die denkmalgeschützte Historische Holzkegelbahn am nördlichen Ortsausgang Richtung Heiligenberg am Hangenbach stammt in ihrem Kernbau, der Trinkhalle mit integrierter Kegelbahn, aus dem Jahr 1901 und wurde um 1905 mit einem schmaleren und niedrigeren Anbau um 10 Meter auf eine Gesamtlänge von etwa 25 Meter erweitert. Sie befindet sich seit 2009 im Besitz der Gemeinde Salem.[5] Die Kegelbahn wurde im Laufe der Arbeiten um einen Dorfplatz saniert. Nachdem die Trinkhalle 2012 durch einen Sturm zerstört war, wurde sie wiederaufgebaut und zusätzlich mit Eisenstangen verstärkt. So konnte sie sich bei dem Tag des offenen Denkmals im gleichen Jahr präsentieren.[6]
- Eiskeller der ehemaligen Brauerei Adler
- Das ehemalige Bahnhofsgebäude ist heute bewohnt.

### Regelmäßige Veranstaltungen
- Jährlich findet das Gassenfest statt.
- Zur Fasnachtszeit finden Umzüge statt.

### Sport
Der FC Beuren-Weildorf ist einer von drei Fußballvereine in der Gemeinde Salem. In der Gemeinde Salem gibt es zwischen den beiden Teilorten einen zweiten Fußballplatz mit Vereinsheim. Zum 30. Juni 2020 fusionierte er mit dem FC Rot-Weiß Salem, sodass seit der Fußballsaison 2020/21 nur noch ein Fußballverein in Salem unter dem Namen FC Rot-Weiß Salem existiert, der in der Bezirksliga Bodensee spielt.

### Vereine
Neben dem Sportclub FC Beuren-Weildorf sind folgende Vereine in Weildorf aktiv:
- Der Musikverein Weildorf e.V., gegründet 1927, begleitet zahlreiche öffentliche Veranstaltungen mit seiner Musikkapelle und ist in der Jugendarbeit tätig. Er ist aktives Mitglied in der Schlossseegemeinschaft, einem Zusammenschluss der vier Salemer Musikkapellen.

- Der Narrenverein Weildorf e.V. ist seit 1977 im Vereinsregister eingetragen. Er besitzt mit den „Riedgeistern“ eine eigene Narrenhäsgruppe, eine Zimmermannsgruppe, sowie eine Tanzgilde und verschiedene kleinere Gruppen wie die „Wecker“ und „Funkengilde“.

- Der Sportverein SV Weildorf e.V., gegründet 1992, bietet in verschiedenen Gymnastik- und Tanzgruppen sportlichen Ausgleich an.

- Der Freundeskreis Historische Kegelbahn Weildorf, gegründet 2011, ist in der Denkmalpflege tätig, insbesondere der Pflege und dem Erhalt der gemeindeeigenen Historischen Holzkegelbahn in Weildorf.

## Wirtschaft und Infrastruktur

### Wirtschaft
Weildorf verfügt über viele Familienbetriebe, darunter einen Fahrradhandel und einen Bäcker. Obst- und Getreideanbau prägen den Ort.

### Öffentliche Einrichtungen
- Kindergarten (seit 1946)

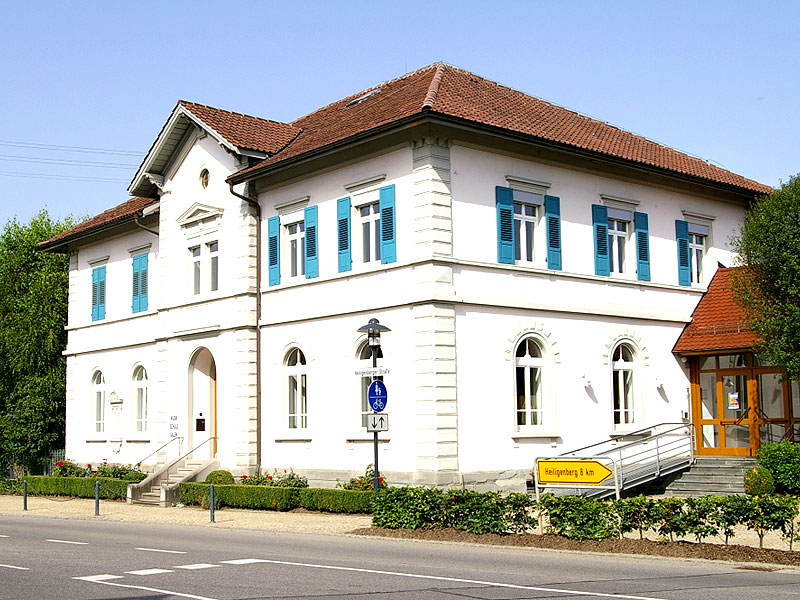
Ehemaliges Schulgebäude mit Dorfgemeinschaftshaus (rechts)

- Das ehemalige Schulgebäude wird öffentlich genutzt, unter anderem von der Musikschule Salem.
- Dorfgemeinschaftshaus neben dem ehemaligen Schulgebäude
- Mädchenheim, eine Außenstelle des Linzgau Kinder- und Jugendheims
- kleiner Fußballplatz im Ortsinneren sowie Sport- und Trainingsplatz für den Fußballverein außerhalb

### Verkehr
Durch die Gemeinde Salem ist Weildorf am Bodensee-Oberschwaben Verkehrsverbund (bodo) angeschlossen. Durch die Landesstraße 201 ist es auch mit Mimmenhausen verbunden, wodurch man Anschluss am dortigen Bahnhof hat.
Die ehemalige Bahnstrecke Mimmenhausen-Neufrach–Frickingen hielt am Weildorfer Bahnhof.

### Sonstiges
Am Ende Weildorfs in Richtung Leustetten existiert ein Umspannwerk der EnBW.

## Persönlichkeiten die vor Ort gewirkt haben
- 1855: Stephan Schuhmacher baute gemeinsam mit Eduard Hieber die Orgel für die Katholische Pfarrkirche St. Peter und Paul.